# Huawei P8 lite 2017
Huawei P8 lite (2017)  — смартфон компанії Huawei, вперше під назвою P8 lite випущений у 2015 році. В інших країнах дана модель також продається під назвами Huawei P9 lite (2017), Honor 8 Lite, Huawei Nova lite та Huawei GR3 (2017).
Початок продажу в Україні — лютий 2017 року.
Анонсовано як бюджетний варіант зі стартовою ціною 200 доларів. Теперішня ціна від 3399 грн.

## Зовнішній вигляд
Випускається в 3 кольорах: чорний, білий, золотий. Задня панель виконана з глянцевого пластику, пластикова рамка в моделі білого кольору срібляста.
Корпус з обох боків покритий захисним 2.5D склом.
Має сенсор відбитків пальців на задній панелі. Розміри: ширина — 73 мм, висота — 147.2 мм, глибина — 7.6 мм, вага — 147 грамів.

## Апаратне забезпечення
Смартфон побудовано на базі HiSilicon Kirin 655. Це 8-ядерна система на кристалі: 4 ядра Cortex-A53 по 2.1 ГГц та 4 енергоефективні ядра з частотою 1.7 ГГц. Графічний прискорювач Mali-T830MP2.
Оперативна пам'ять складає 3 ГБ, внутрішній накопичувач — 16 ГБ. Також є гібридний слот для microSD карти обсягом до 256 ГБ.
Екран — IPS-матриця з діагоналлю 5.2 дюйми і роздільно здатністю 1080x1920 пікселів. Співвідношення сторін 16:9.
Акумулятор незнімний 3000 мА·г.
Основна камера 12 Мп з автофокусом. Фронтальна камера 8 Мп.

## Програмне забезпечення
P8 lite (2017) працює на операційній системі Android 7.0 (Nougat) під графічною оболонкою EMUI 5.0. Підтримує стандарти зв'язку: GSM / HSPA / LTE.
Бездротові інтерфейси: Wi-Fi b/g/n, Bluetooth 4.0 LE, FM-тюнер, GPS.
Формати аудіо: *.mp3, *.mid, *.amr, *.awb, *.m4a, *.aac, *.wav, *.ogg, *.flac.
Формати відео: *.3gp, *.mp4, *.webm, *.mkv.